# Mazgirt (stad)
Mazgirt is de hoofdplaats van het Turkse district Mazgirt en telt 2707 inwoners (2000). In 1963 werd Düzgün Yildirim in Mazgirt geboren.

## Verkeer en vervoer

### Wegen
Mazgirt ligt aan de provinciale weg 62-26.